# Fort Gieorgija Cytadeli Warszawskiej
Fort Gieorgija (Hauke-Bosaka) – jeden z fortów Cytadeli Aleksandrowskiej, obecnie nieistniejący.

## Opis
Wzniesiona w ogólnym zrębie w latach trzydziestych i czterdziestych XIX wieku Cytadela, spełniała głównie funkcje więzienne i policyjne, mając niewielkie możliwości rzeczywistej obrony miasta przed regularną armią z powodu swojego umiejscowienia i konstrukcji. Z tego powodu bardzo szybko przystąpiono do budowy kolejnych umocnień, wysuniętych przed narys Cytadeli.
Fort Gieorgija był jednym z późniejszych dzieł wybudowanych w ramach tej modernizacji. Wzniesiono go w latach 1863–1864, pomiędzy już istniejącymi: Fortem Siergieja i Fortem Pawła. Było to dzieło ziemno-ceglane o narysie lunety. Fort był połączony z Cytadelą poterną (tunelem), która do dzisiaj istnieje pod Aleją Wojska Polskiego.
W 1921 roku fort otrzymał imię generała Józefa Hauke-Bosaka, bohatera powstania styczniowego. W latach późniejszych w ramach rozbudowy Warszawy fort został rozebrany. Na jego miejscu znajduje się plac Inwalidów.